# 伊奈昭綱
伊奈 昭綱（いな あきつな）は、安土桃山時代の武将。徳川氏の家臣。一般には伊奈 図書（いな ずしょ）で知られる。

## 生涯
伊奈昭忠の次男。嗣子のない兄・昭応の養子となって家督を相続する。天正18年（1590年）、小田原征伐に従軍し、徳川家康の関東入国と共に2,500石を与えられる。慶長5年（1600年）の会津征伐に際しては、家康との対立を深める上杉景勝の下へ問罪使として派遣された。またこれ以前より山口直友と共に、島津家との取次を務めていた。
関ヶ原の戦いでは成瀬正成と共に根来百人組を率いる。合戦後、山城国日岡の関の守衛となる。その際に、福島正則が家老・佐久間嘉右衛門を伏見城の家康の下へ使者として派遣した。しかし昭綱の家人は嘉右衛門が通行証を所持していないことから関の通過を認めず、嘉右衛門は正則の下へ戻り、面目を失ったとして自害した。正則は嘉右衛門の首を家康に送りつけ、関の責任者である昭綱の切腹を要求した。家康は昭綱に命じて嘉右衛門を追い返した家人を処刑させ、その首を届けさせたものの、正則は要求を取り下げなかったため、家康は昭綱を切腹させ、その首を差し出すことで解決をみた。
この事件は、その後に福島正則が改易される遠因となったともいわれる。